# فلوريان فوكس
فلوريان فوكس (بالألمانية: Florian Fuchs)‏ هو لاعب هوكي الحقل ألماني، ولد في 10 نوفمبر 1991 في هامبورغ في ألمانيا.

## وصلات خارجية
- فلوريان فوكس على موقع الاتحاد الدولي للهوكي (الإنجليزية)
- فلوريان فوكس على موقع اللجنة الأولمبية الدولية (الإنجليزية)
- فلوريان فوكس على موقع أوليمبيديا (الإنجليزية)
- فلوريان فوكس على موقع اللجنة الأولمبية الألمانية (الألمانية)